# Lijst van rijksmonumenten in Kraggenburg
De plaats Kraggenburg telt 9 inschrijvingen in het rijksmonumentenregister. Hieronder een overzicht.
| Object                                                                          | Oorspronkelijke functie? | Bouwjaar  | Architect                                                                                                  | Locatie              | Coördinaten?                  | Nr.?   | Afbeelding                                        |
| ------------------------------------------------------------------------------- | ------------------------ | --------- | --- | -------------------- | ----------------------------- | ------ | ------------------------------------------------- |
| Oud Kraggenburg                                                                 | Kust- en oevermarkering  | 1845      | | Zwartemeerweg 23     | 52° 39' 11" NB, 5° 56' 27" OL | 30726  | Meer afbeeldingen                                 |
| Boerderij van het Wieringermeertype: Schuur type Q7T, aangebouwde woning type H | Boerderij                | 1943      | Bouwkundige Afdeling (boerderijenbouw) van de Directie van de Wieringermeer afdeling Noordoostpolderwerken | Kadoelerweg 14       | 52° 39' 36" NB, 5° 56' 53" OL | 514753 | Meer afbeeldingen                                 |
| Ontginningsboerderij type Q7h(t) en aangebouwd woongedeelte type H              | Boerderij                | 1943      | Bouwkundige Afdeling (boerderijenbouw) van de Directie van de Wieringermeer afdeling Noordoostpolderwerken | Zwartemeerweg 46     | 52° 38' 36" NB, 5° 56' 2" OL  | 514758 | Upload foto                                       |
| Gemaal Smeenge                                                                  | Gemaal                   | 1939-1941 | Dirk Roosenburg                                                                                            | Kadoelerweg bij 1    | 52° 40' 5" NB, 5° 55' 51" OL  | 514772 | Meer afbeeldingen                                 |
| Gemaalcomplex Smeenge: Schutsluis en verkeersbrug                               | Waterkering en -doorlaat | 1939-1941 | Dirk Roosenburg                                                                                            | Kadoelerweg bij 1    | 52° 40' 5" NB, 5° 55' 51" OL  | 514773 | Gemaalcomplex Smeenge: Schutsluis en verkeersbrug |
| Gemaalcomplex Smeenge: Sluiswachtershuisje                                      | Bedieningsgebouw         | 1939-1941 | Dirk Roosenburg                                                                                            | Kadoelerweg bij 1    | 52° 40' 5" NB, 5° 55' 51" OL  | 514774 | Meer afbeeldingen                                 |
| Gemaalcomplex Smeenge: Schotbalkenloods                                         | Waterkering en -doorlaat | 1939-1941 | Dirk Roosenburg                                                                                            | Kadoelerweg bij 1    | 52° 40' 5" NB, 5° 55' 51" OL  | 514775 | Meer afbeeldingen                                 |
| Gemaalcomplex Smeenge: Dienstwoningen                                           | Dienstwoning             | 1939-1942 | Dirk Roosenburg                                                                                            | Kadoelerweg 1a       | 52° 40' 4" NB, 5° 55' 51" OL  | 514776 | Meer afbeeldingen                                 |
| Aardappelbewaarplaats type J                                                    | Boerderij                | 1953      | Bouwkundige Afdeling (boerderijenbouw) van de Directie van de Wieringermeer afdeling Noordoostpolderwerken | Zwartemeerweg bij 46 | 52° 38' 36" NB, 5° 56' 4" OL  | 527061 | Upload foto                                       |